# Кая махле
Кая махле или Сливица е бивше село в България, слято през 1955 година със Сливо поле, днес в Област Русе.
По време на Първата световна война, в началото на октомври 1916 година, край селото се водят боеве между български войски и румънски части, извършили десанта при Ряхово. По време на сражението селото неколкократно е заемано от двете страни.
През декември 1934 година Кая махле е преименувано на Сливица. С указ от декември 1955 година Сливица е слято със Сливо поле.